# رشته‌کوه ایسلادواتلسکی
رشته‌کوه ایسلادواتلسکی (روسی: Исследовательский хребет) یک رشته‌کوه در جمهوری کومی کشور روسیه است.